# Boquiñeni
Boquiñeni – gmina w Hiszpanii, w prowincji Saragossa, w Aragonii, o powierzchni 18,87 km². W 2011 roku gmina liczyła 956 mieszkańców.